# كام نيوتن (لاعب كرة قدم أمريكية)
كام نيوتن (بالإنجليزية: Cam Newton)‏ هو لاعب كرة قدم أمريكية أمريكي، ولد في 19 مايو 1982 في داريلنغتون في الولايات المتحدة.

## وصلات خارجية
- كام نيوتن على موقع مرجع كرة القدم المحترفة.كوم (الإنجليزية)
- كام نيوتن على موقع JustSportsStats.com (الإنجليزية)